# Lepturges sexvittatus
Lepturges sexvittatus es una especie de escarabajo longicornio del género Lepturges, categorizada en la tribu Acanthocinini, de la subfamilia Lamiinae. Fue descrita por Bates en 1874.

## Descripción
Mide 5,83-6,36 mm de longitud.

## Distribución
Se distribuye por Costa Rica, Honduras, Nicaragua y Panamá.